# Комиссаров, Василий Александрович
Василий Александрович Комиссаров (13 января 1900, д. Музино, Судогодский уезд, Владимирская губерния — 17 декабря 1979, Новосибирск) — советский энергетик, кандидат технических наук, управляющий предприятием «Новосибирскэнерго».

## Биография
Родился 13 января 1900 года в деревне Музино Судогодского уезда Владимирской губернии. Окончил Иваново-Вознесенский политехнический институт (1929).
Из 45 лет работы в области энергетики 35 лет трудился  в структуре «Новосибирскэнерго».
Под управлением Комиссарова завершён ввод новых электростанций (Барабинской ТЭЦ, Новосибирской ГЭС), выполнено укрупнение ТЭЦ-2, ТЭЦ-3 и ТЭЦ-4.
При нём была проделана значительная работа по обеспечению теплом Новосибирска. Магистральные теплосети увеличились до 350 км, а рост централизованного теплоснабжения составил 65 %. Началось и развитие тепличного хозяйства. Куйбышев, в свою, очередь, был подключён к отопительной системе Барабинской ТЭЦ.
Похоронен на Заельцовское кладбище (квартал 1).

## Награды
Орден Ленина (1966), медаль.